# 大腿方形筋
大腿方形筋（だいたいほうけいきん、英語: quadratus femoris muscle）は人間の坐骨の筋肉で股関節の外旋を行う。
坐骨結節から起こり、四角形の筋板として転子間稜で終わる。